# Чепелёвский сельский округ
Чепелёвский сельский округ — упразднённая административно-территориальная единица, существовавшая на территории Чеховского района Московской области в 1994—2004 годах.
Чепелёвский сельсовет был образован в первые годы советской власти. По данным 1921 года он входил в состав Лопасненской волости Серпуховского уезда Московской губернии.
В 1924 году Чепелёвский с/с был упразднён, а его территория включена в Бадеевский с/с, но уже 4 ноября 1925 года он был восстановлен.
В 1926 году Чепелёвский с/с включал деревню Чепелёво и казарму 72 километра.
В 1929 году Чепелёвский с/с был отнесён к Лопасненскому району Серпуховского округа Московской области.
17 июля 1939 года Чепелёвский с/с был упразднён, а его селения (Чепелёво и посёлок усадьбы совхоза «Чепелёво») переданы в Лопасненский сельсовет.
18 мая 1951 года Чепелёвский с/с был восстановлен на части территории упразднённого Лопасненского с/с. Центром сельсовета стал посёлок Зачатье.
14 июня 1954 года к Чепелёвскому с/с был присоединён Ивановский с/с.
22 июня 1954 года их Ходаевского с/с в Чепелёвский было передано селение Сергеево.
15 июля 1954 года Лопасненский район был переименован в Чеховский район.
3 июня 1959 года Чеховский район был упразднён и Чепелёвский с/с отошёл к Серпуховскому району.
20 августа 1960 года из Чепелёвского с/с в черту города Чехов вошли селения Зачатье и Старое Бадеево.
1 февраля 1963 года Серпуховский район был упразднён и Чепелёвский с/с вошёл в Ленинский сельский район. 11 января 1965 года Чепелёвский с/с был возвращён в восстановленный Чеховский район.
3 февраля 1994 года Чепелёвский с/с был преобразован в Чепелёвский сельский округ.
2 июля 2004 года Чепелёвский с/о был упразднён, а его территория передана в Стремиловский сельский округ.